# Paulo Marcos de Jesus Ribeiro
Paulo Marcos de Jesus Ribeiro, mais conhecido como Paulão (Salvador, 27 de fevereiro de 1986) é um futebolista brasileiro que atua como zagueiro. Atualmente joga no North.

## Carreira

### Início
Após iniciar a carreira no A.E. Independente-RJ e depois passar pelo Universal-AL, Paulão foi para o ASA de Arapiraca, onde se destacou na conquista do Campeonato Alagoano de 2009.

### Grêmio Barueri
Em setembro de 2009, após se destacar no clube alagoano, o zagueiro foi contratado pelo Grêmio Barueri, que disputava a Série A do Brasileirão pela primeira vez. Fez sua estreia no empate em 0–0 contra o Atlético Paranaense na Arena Barueri, válido pelo Brasileirão; sendo esse o seu único jogo pela equipe no ano.
No ano seguinte, Paulão disputou 22 jogos pelo Grêmio Barueri, sendo 16 jogos pelo Paulistão e 6 pelo Brasileirão. O zagueiro foi bem e despertou o interesse de grandes clubes.

### Grêmio
Em agosto de 2010, a pedido do treinador Renato Gaúcho, o zagueiro acertou empréstimo até maio de 2011 com o Grêmio, com opção de renovação ao fim do contrato. Fez sua estreia pela equipe gaúcha, na vitória por 1–0 sobre o Corinthians no Pacaembu, válida pelo Brasileirão. Paulão foi titular na reta final do Brasileirão de 2010 e ajudou o Tricolor Gaúcho a se classificar para a Copa Libertadores da América de 2011.
No início de 2011, o zagueiro permaneceu como zagueiro titular da equipe, fazendo dupla com Rafael Marques na disputa do Gauchão e da Libertadores. No mês de março, o zagueiro foi vendido ao Guangzhou Evergrande da China. Os valores não foram confirmados, mas giraram em torno de 2 milhões de euros (cerca de 4,6 milhões de reais). Como o Grêmio detinha 50% do passe do atleta, recebeu algo em torno de 1 milhão de euros (cerca de 2,3 milhões de reais).

### Cruzeiro
Em janeiro de 2013, Paulão foi anunciado como novo reforço do Cruzeiro. Em 27 de janeiro de 2013, o defensor marcou seu primeiro gol vestindo a camisa da Raposa, o gol foi marcado logo em sua estreia, em um jogo amistoso contra o Mamoré na Arena Kickball, onde o Cruzeiro obteve o triunfo por 4–1. Em novembro de 2013, o zagueiro marcou novamente, o gol foi marcado contra o Vasco, na derrota por 2–1 para o time carioca em São Januário; esse foi o seu último jogo com a camisa cruzeirense.
Com poucas oportunidades no então campeão brasileiro de 2013 - tendo atuado em apenas 14 oportunidades no ano - o jogador não teve o seu empréstimo renovado pelo clube mineiro, voltando assim ao futebol chinês.

### Internacional

#### 2014–2016
Em janeiro de 2014, Paulão foi anunciado como jogador do Internacional por três temporadas. Fez sua estreia na goleada por 4–1 sobre o Cruzeiro-RS, no Beira-Rio, válida pelo Gauchão. Foi campeão estadual sendo titular absoluto da equipe na competição. Marcou seu primeiro gol com a camisa colorada em setembro de 2014, na derrota por 3–2 para o Figueirense no Beira-Rio, válida pelo Brasileirão.[carece de fontes?] Marcou novamente no empate em 1–1 com o São Paulo no Morumbi. Na rodada seguinte, Paulão marcou um belo gol de bicicleta, sendo esse o único gol da vitória colorada sobre o Goiás no Beira-Rio. Contribuiu para a classificação da equipe para a Libertadores do ano seguinte.
Em 2015, o zagueiro foi bicampeão gaúcho e titular ao longo de toda a temporada, marcando um gol diante do Atlético-PR e marcando novamente diante do Atlético-MG, em ambos jogos válidos pelo Brasileirão, sendo seus únicos gols ao longo do ano.[carece de fontes?]
Em 2016, foi tricampeão e eleito o melhor zagueiro do Campeonato Gaúcho - ao lado de Pedro Geromel do Grêmio - tendo marcado 4 gols na competição. No Campeonato Brasileiro, participou do rebaixamento inédito do colorado a Série B, sendo o capitão da equipe.[carece de fontes?]

#### Saída
Após o rebaixamento do Internacional em 2016, Paulão, juntamente com o seu companheiro de zaga, Ernando - além de outros jogadores - ficaram marcados pela torcida colorada, que passou a vaiá-los quando os mesmos entravam em campo no início da temporada de 2017, ainda machucada com o rebaixamento inédito da equipe gaúcha. Devido ao desgaste com a torcida colorada, o defensor acabou perdendo espaço na equipe titular, o que se atenuou após a chegada de Victor Cuesta e o retorno de Danilo Silva. Ainda assim foi titular em alguns jogos do Gauchão e da Copa do Brasil, tendo marcado um gol contra a equipe do Sampaio Corrêa, na vitória por 4–1 no Beira-Rio, válida pela competição nacional. Porém devido ao enorme desgaste, sua saída do Colorado foi inevitável.

### Vasco da Gama

#### 2017
Em maio de 2017, Paulão foi emprestado ao Vasco da Gama até o fim do ano para a disputa do Brasileirão. Fez sua estreia na vitória por 2–1 sobre o Bahia em São Januário. A princípio titular, fazendo dupla de zaga com Breno, o zagueiro perdeu espaço na equipe principal com o retorno de Anderson Martins ao Cruzmaltino, sendo porém presença constante na equipe titular devido a lesões e suspensões da dupla principal. Substituindo Breno na equipe principal, devido a uma lesão do titular, Paulão fez um gol de grande importância para o Gigante da Colina, na penúltima rodada do Brasileirão, diante de um dos seus ex-times, Cruzeiro, no Mineirão; o gol deu a vitória ao Vasco por 1–0 e deixou o clube carioca vivo na disputa por uma vaga na Copa Libertadores do ano seguinte, que foi conquistada na rodada seguinte, após vitória por 2–1 sobre a Ponte Preta em São Januário.

#### 2018
No final do empréstimo não teve seu contrato renovado, retornando assim ao Internacional, clube com quem ainda tem contrato. Contudo, mesmo tendo feito pré-temporada com o grupo principal colorado, Paulão teve um novo empréstimo renegociado com o Vasco até dezembro de 2019, quando acaba seu vínculo com o Inter.
Voltou a marcar pelo clube carioca, abrindo o placar da goleada por 4–0 sobre o Jorge Wilstermann em São Januário, válida pela Copa Libertadores, sendo esse o seu primeiro gol na carreira válido pela competição continental.
No dia 21 de maio de 2018, às vésperas da última partida do Vasco da Gama na Copa Libertadores, Paulão junto a outros 6 jogadores postaram uma foto polêmica nas redes sociais em alusão às constantes vaias da torcida em suas atuações em campo. Tal fato provocou retaliação da própria torcida e consequente afastamento do elenco cruzmaltino por tempo indeterminado dele e de mais três atletas que postaram a referida foto em suas redes sociais (Wellington, Evander e Gabriel Félix) por parte da direção do clube.
Em 23 de julho o Vasco da Gama oficializa a rescisão de seu contrato de empréstimo a pedido do próprio jogador.

### América Mineiro
Após a rescisão com o Vasco, Paulão assinou com o América Mineiro, também por empréstimo até o final de 2019, prazo do fim de seu contrato com o Internacional.

### Fortaleza
O Fortaleza inicialmente contratou Paulão por empréstimo junto ao Internacional em setembro de 2019. Ao fim deste ano, seu vínculo com o clube gaúcho chegou ao fim, e o Fortaleza assinou sua contratação em definitivo em janeiro de 2020. O jogador deixou a equipe em março de 2021.

### Cuiabá
O Cuiabá anunciou a contratação de Paulão pouco após sua saída do Fortaleza. O zagueiro atuou por duas temporadas na equipe, e deixou o clube em novembro de 2022.

## Estatísticas
Até 25 de fevereiro de 2021.

### Clubes
| Equipe            | Temporada         | Campeonato nacional | Campeonato nacional | Campeonato nacional | Copa nacional[a] | Copa nacional[a] | Copa nacional[a] | Competições continentais[b] | Competições continentais[b] | Competições continentais[b] | Outros torneios[c] | Outros torneios[c] | Outros torneios[c] | Total | Total | Total   |
| Equipe            | Temporada         | Jogos               | Gols                | Assist.             | Jogos            | Gols             | Assist.          | Jogos                       | Gols                        | Assist.                     | Jogos              | Gols               | Assist.            | Jogos | Gols  | Assist. |
| ----------------- | ----------------- | ------------------- | ------------------- | ------------------- | ---------------- | ---------------- | ---------------- | --------------------------- | --------------------------- | --------------------------- | ------------------ | ------------------ | ------------------ | ----- | ----- | ------- |
| Grêmio Barueri    | 2009              | 1                   | 0                   | 0                   | —                | —                | —                | —                           | —                           | —                           | —                  | —                  | —                  | 1     | 0     | 0       |
| Grêmio Barueri    | 2010              | 6                   | 0                   | 0                   | —                | —                | —                | —                           | —                           | —                           | 16                 | 0                  | 0                  | 22    | 0     | 0       |
| Grêmio Barueri    | Total             | 7                   | 0                   | 0                   | 0                | 0                | 0                | 0                           | 0                           | 0                           | 16                 | 0                  | 0                  | 23    | 0     | 0       |
| Grêmio            | 2010              | 14                  | 0                   | 0                   | —                | —                | —                | —                           | —                           | —                           | —                  | —                  | —                  | 14    | 0     | 0       |
| Grêmio            | 2011              | —                   | —                   | —                   | —                | —                | —                | 4                           | 0                           | 0                           | 6                  | 0                  | 0                  | 10    | 0     | 0       |
| Grêmio            | Total             | 14                  | 0                   | 0                   | 0                | 0                | 0                | 4                           | 0                           | 0                           | 6                  | 0                  | 0                  | 24    | 0     | 0       |
| Cruzeiro          | 2013              | 2                   | 1                   | 0                   | 1                | 0                | 0                | —                           | —                           | —                           | 12                 | 2                  | 0                  | 15    | 3     | 0       |
| Cruzeiro          | Total             | 2                   | 1                   | 0                   | 1                | 0                | 0                | 0                           | 0                           | 0                           | 12                 | 2                  | 0                  | 15    | 3     | 0       |
| Internacional     | 2014              | 23                  | 3                   | 0                   | 4                | 0                | 0                | 2                           | 0                           | 0                           | 11                 | 0                  | 0                  | 40    | 3     | 0       |
| Internacional     | 2015              | 24                  | 2                   | 0                   | 4                | 0                | 0                | 1                           | 0                           | 0                           | 11                 | 0                  | 0                  | 40    | 2     | 0       |
| Internacional     | 2016              | 31                  | 0                   | 0                   | 3                | 0                | 0                | —                           | —                           | —                           | 18                 | 4                  | 0                  | 52    | 4     | 0       |
| Internacional     | 2017              | —                   | —                   | —                   | 3                | 1                | 0                | —                           | —                           | —                           | 9                  | 0                  | 0                  | 12    | 1     | 0       |
| Internacional     | Total             | 78                  | 5                   | 0                   | 14               | 1                | 0                | 3                           | 0                           | 0                           | 49                 | 4                  | 0                  | 144   | 10    | 0       |
| Vasco da Gama     | 2017              | 24                  | 1                   | 0                   | —                | —                | —                | —                           | —                           | —                           | —                  | —                  | —                  | 24    | 1     | 0       |
| 2018              | 5                 | 0                   | 0                   | 1                   | 0                | 0                | 8                | 1                           | 0                           | 9                           | 0                  | 0                  | 23                 | 1     | 0     |         |
| Total             | 29                | 1                   | 0                   | 1                   | 0                | 0                | 8                | 1                           | 0                           | 9                           | 0                  | 0                  | 47                 | 2     | 0     |         |
| América Mineiro   | 2018              | 5                   | 0                   | 0                   | 0                | 0                | 0                | —                           | —                           | —                           | —                  | —                  | —                  | 5     | 0     | 0       |
| América Mineiro   | 2019              | 6                   | 0                   | 0                   | 2                | 0                | 0                | —                           | —                           | —                           | 14                 | 2                  | 0                  | 22    | 2     | 0       |
| América Mineiro   | Total             | 11                  | 0                   | 0                   | 2                | 0                | 0                | 0                           | 0                           | 0                           | 14                 | 2                  | 0                  | 27    | 2     | 0       |
| Fortaleza         | 2019              | 0                   | 0                   | 0                   | —                | —                | —                | —                           | —                           | —                           | —                  | —                  | —                  | 0     | 0     | 0       |
| Fortaleza         | 2020              | 0                   | 0                   | 0                   | 0                | 0                | 0                | 0                           | 0                           | 0                           | 0                  | 0                  | 0                  | 0     | 0     | 0       |
| Fortaleza         | Total             | 0                   | 0                   | 0                   | 0                | 0                | 0                | 0                           | 0                           | 0                           | 0                  | 0                  | 0                  | 0     | 0     | 0       |
| Cuiabá            | 2021              | —                   | —                   | —                   | —                | —                | —                | —                           | —                           | —                           | 0                  | 0                  | 0                  | 0     | 0     | 0       |
| Cuiabá            | Total             | 0                   | 0                   | 0                   | 0                | 0                | 0                | 0                           | 0                           | 0                           | 0                  | 0                  | 0                  | 0     | 0     | 0       |
| Total na carreira | Total na carreira | 141                 | 7                   | 0                   | 18               | 1                | 0                | 15                          | 1                           | 0                           | 106                | 8                  | 0                  | 280   | 17    | 0       |

- a. ^ Jogos da Copa do Brasil
- b. ^ Jogos da Copa Libertadores da América e da Copa Sul-Americana
- c. ^ Jogos de Campeonatos estaduais e Torneios amistosos

## Títulos
ASA
- Campeonato Alagoano: 2009

Guangzhou Evergrande
- Super Liga Chinesa: 2011 e 2012
- Super Copa da China: 2012

Cruzeiro
- Troféu Osmar Santos: 2013
- Campeonato Brasileiro: 2013[22]

Internacional
- Campeonato Gaúcho: 2014, 2015 e 2016
- Recopa Gaúcha: 2016, 2017

Fortaleza
- Campeonato Cearense: 2020

Cuiabá
- Campeonato Mato-Grossense: 2021, 2022 e 2023

North :
Campeonato mineiro Módulo II 

### Prêmio individuais
- Seleção do Campeonato Gaúcho: 2016
- Seleção do Campeonato Cearense: 2020